# Jarosław Kamiński
Pour les articles homonymes, voir Kamiński.
Jarosław Stanisław Kamiński, né le 13 novembre 1960 à Łódź en Pologne, est un monteur polonais.

## Filmographie sélective
- 2003 : Żurek
- 2006 : L'apprenti
- 2012 : Jesteś Bogiem
- 2014 : Ida
- 2020 : Quo vadis, Aida ? de Jasmila Žbanić

## Récompenses et distinctions
- Meilleur montage en 2014 : Ida
- Meilleur montage à la 15e cérémonie des Aigles en 2013 : Jesteś Bogiem
- Meilleur montage en 2004 : Żurek